# Oriol Regàs
Oriol Regàs i Pagès (Barcelona, 1936 - Barcelona, 17 de marzo de 2011) fue un empresario y promotor cultural catalán, hermano de la escritora Rosa Regàs, de Georgina Regàs y del decorador Xavier Regàs.

## Biografía
Oriol Regàs, fue el cuarto hijo del dramaturgo Xavier Regàs Castells y de Mariona Pagès Elías. La familia se exilió durante la guerra civil española. Sus hermanos Xavier y Georgina fueron internados en los Países Bajos, mientras que su hermana Rosa, escritora, y él fueron enviados a París y ya no convivieron más con sus padres. Oriol pasó su infancia en Francia, estudiando hostelería en Toulouse. De regreso a España, su hermana Rosa y él quedaron bajo la custodia de Miquel Regàs i Ardevol, el abuelo paterno, un importante empresario de hostelería, muy estricto.
En marzo de 2003 recibió la medalla de oro de Barcelona, otorgada por el Ayuntamiento de Barcelona, por sus méritos en el ámbito cultural.
En la primavera de 2010 presentó su libro de memorias titulado Los años divinos.
En enero de 2011 sufrió una hemorragia cerebral de la que no pudo recuperarse, falleciendo un mes y medio después, el 17 de marzo de 2011, a los 74 años de edad.

## Trayectoria profesional
Regàs promovió la fundación en Barcelona de la discoteca "Bocaccio" en febrero de 1967, que se convirtió desde el principio en punto de encuentro animador del movimiento de intelectuales barcelonés conocido como la Gauche Divine, desde el final de los años sesenta hasta bien entrados los años ochenta.
Posteriormente a la discoteca Bocaccio, Regàs promovió la creación de otros locales de ocio y hostelería que fueron referentes de la vida cultural y el ocio barcelonés como La Cova del Drac, el pub Tusset, la discoteca Up&Down y el restaurante Vía Véneto. 
Oriol, además, tuvo un espíritu aventurero que le llevó a relacionarse con el mundo del motor, convirtiéndose en piloto de rallies en 1955. Con poco más de veinte años, se embarcó en el Junco Rubia, bejel chino con el que navegó de Hong Kong a Barcelona con un grupo de aventureros catalanes. Más tarde, fue uno de los integrantes de la Operación Impala, que atravesó África, de Ciudad del Cabo a Túnez, y de Marsella a Barcelona, con motos Montesa, de trail. Su relación con el mundo del motociclismo continuó, fundando la revista Grand Prix y patrocinando a diversos pilotos. Desde pequeño, tuvo vocación de albéitar, pero se dedicó a la promoción cultural. Tras el éxito empresarial obtenido desde 1967 con la Bocaccio, sita en el número 505 de la calle Muntaner, Regàs abrió otros locales nocturnos en Barcelona y colaboró con proyectos culturales de la Escuela de Barcelona de cine. Impulsó la música catalana y promovió a artistas de la Nova Cançó, como Joan Manuel Serrat, María del Mar Bonet o Lluis Llach, y otros artistas como Antonio Gades, Cristina Hoyos, Ana Belén y Víctor Manuel. Conoció en profundidad a personajes como Salvador Dalí o Josep Pla. En agosto de 1970 ejerció de cicerone en una visita que Charles Aznavour efectuó a la Costa Brava, actuando en Palamós. También abrió el restaurante Vía Véneto, uno de los más conocidos de Barcelona; más tarde, la discoteca Up&Down, en la parte alta de la Diagonal y fue uno de los fundadores de la revista L´Avenç, junto con Ferran Mascarell, a quien había conocido estudiando Geografía e Historia en la Universidad de Barcelona. En la Costa Brava, Regàs fue impulsor de las discotecas Maddox, Palladium y Revolution, y creó el festival de flamenco de Palamós junto con Antonio Gades. En los noventa promovió un nuevo proyecto empresarial: el Tropical Gavà, en Gavá, un club de playa que esta vez no tuvo éxito. Su segunda mujer fue Isabel de Villalonga. Falleció en 2011 en Barcelona a causa de un ictus cerebral.

## Obras
- Los años divinos (2010), memorias